# Phare d'Ediz Hook
Le phare d'Ediz Hook était un phare situé à Port Angeles, (Comté de Clallam), dans l'État de Washington aux États-Unis.
Construit à l'origine en 1865, la structure du phare a été remplacée en 1908 par une nouvelle structure, et enfin en 1946 par un phare automatisé sur la Coast Guard Air Station Port Angeles.

## Histoire
Ediz Hook est un cordon littoral de sable qui s'avance vers le nord-est dans le détroit de Juan de Fuca et forme le port naturel de Port Angeles. Des opérateurs privés avait déjà érigé un feu d'avertissement pour la navigation sur son extrémité dès 1861.
Le premier phare d'Ediz Hook a été construit près de l'extrémité du cordon littoral en 1865. Il s'agissait d'un bâtiment de deux étages avec une tour adossé à un pignon de la maison. Son premier gardien fut George Smith, le père du principal promoteur de Port Angeles, Victor Smith. En 1908, un deuxième phare a été construit près du premier phare, avec deux bâtiments à proximité. Le nouveau phare a le design du phare du cap Arago en Oregon .
Après avoir mis en place la station aérienne de la Garde côtière à Port Angeles, l' US Coast Guard a désactivé le phare en 1946 et l'a remplacé par une tour de communication. Le phare original a été démoli en 1939. La maison-phare de 1908 a été enlevée et elle a été déplacée à Port Angeles où elle devenue une résidence privée depuis 1946.
Identifiant : ARLHS : USA-266 .
|                  |
| Le premier phare |

|                 |
| Le second phare |

|                                |
| La station de l'US Coast Guard |

### Lien connexe
- Liste des phares de l'État de Washington